# Biserica „Sfântul Arhanghel Mihail” din Hîrtop
Biserica „Sf. Arhanghel Mihail” este o biserică amplasată în Hîrtop, raionul Cantemir, Republica Moldova. Este un monument arhitectural de importanță națională inclus în Registrul monumentelor Republicii Moldova ocrotite de stat cu nr. 69 (raionul Cantemir). Datează din sec. XIX.